# Аграфестезия
Аграфестезия — нарушение кожной кинестезии или дезориентация ощущений кожи в пространстве, при которой теряется способность к узнаванию пациентом букв, цифр, геометрических фигур, которые обследующий вычерчивает на его коже тупым предметом. Возникает в результате повреждений мозга (теменной области).

## Причины возникновения
Аграфестезия, или отсутствие способности к графестезии, возникает в результате повреждения мозга, особенно теменной доли, таламуса и вторичной соматосенсорной коры.
Была обнаружена значительная связь между аграфестезией и людьми, живущими с болезнью Альцгеймера. Пациенты с болезнью Альцгеймера обычно испытывают отсутствие чувствительности как в доминирующей, так и в не доминирующей руке. Астереогноз, неспособность идентифицировать физический объект только на ощупь, часто встречается в сочетании с аграфестезией у пациентов с болезнью Альцгеймера. Некоторые исследования показывают, что аграфестезия может использоваться для отслеживания снижения когнитивных способностей у пациентов с болезнью Альцгеймера после постановки диагноза.
Исследования также показывают, что пациенты с диагнозом шизофрения и их ближайшие родственники обладают сниженной способностью выполнять задания по графестимуляции по сравнению с людьми без родственников с диагнозом шизофрения. Поэтому исследователи предположили, что соматосенсорная дисфункция в теменной коре является потенциальной причиной нарушений графестимии.

## Диагностика
Диагноз аграфестии устанавливается с помощью различных тестов, таких как субтест Palm Writing. Субтест «Письмо на ладони» включает в себя серию испытаний, в ходе которых пациентов просят определить, что написано на ладони — Х или О. Так же как цифры и фигуры могут использоваться в дополнение к буквам, подобные неврологические тесты могут проводиться и на других частях тела, например, на предплечье или животе. Для таких тестов на графестезию, как субтест «Письмо на ладони», важно, чтобы испытуемые не видели, что именно прорисовывается на их ладони, поскольку это может исказить ответы испытуемых. Испытуемым можно завязать глаза или использовать экран, чтобы закрыть испытуемому обзор тестируемой области.